# Вулиця Мелітопольських Дивізій
Вулиця Мелітопольських Дивізій — вулиця в Мелітополі. Починається від вулиці Станіславського, біля її перехрестя з провулком Сєдовців, перетинається з Мурманським та Дачним провулками та закінчується житловим масивом у районі проспекту Богдана Хмельницького та вулиці Дружби.
Складається з приватного сектору та багатоповерхової забудови (у західній частині). Покриття переважно ґрунтове, за винятком невеликого відрізку в районі житлового масиву.

## Назва
Вулиця названа на честь 18 з'єднань та частин 4-го Українського фронту, які 23 жовтня 1943 року за визволення Мелітополя отримали звання «Мелітопольських».

## Історія
20 листопада 1953 року міськвиконком ухвалив рішення про прорізання та найменування нової вулиці - Дачної. Приблизно в цей час з'явився і Дачний провулок, з яким вулиця перетинається.
31 березня 1975 року на засіданні виконкому міської Ради було ухвалено рішення про перейменування вулиці на честь Мелітопольських дивізій, які відзначилися під час визволення міста в період Німецько-радянської війни.

## Галерея
|                                                       |                       |                  |                                 |
| табличка з назвою вулиці на багатоповерховому будинку | вид на житловий масив | проїжджа частина | виїзд на вулицю Станіславського |